# Concha Boracino
Concepción Boracino Calderón (Torrevella, Baix Segura, 2 de desembre de 1829 - ?) va ser una activista cantonalista valenciana, líder de la Revolució Cantonal a Torrevella (Baix Segura).

## Biografia
Concha Boracino va nàixer a Torrevella el 1829. El seu pare, Giuseppe Boracino era natural de Gènova. Es creu que va arribar a Torrevella, passant per Gibraltar, entre els anys 1800 i 1810. Al voltant d'aquest últim any es va casar amb Josefa Calderón, pertanyent a una família de comerciants gràcies a la qual van entrar a formar part, en uns anys, del cercle mercantil de Torrevella.
Pràcticament no coneixem res de la seua infància i joventut. Es creu que va rebre l'educació típica de les dones de classe mitjana de l'època: primeres lletres, nocions d'aritmètica, doctrina cristiana i labors d'agulla, tot en la mateixa localitat. Les seues activitats posteriors suggereixen lectures i interès per les tesis republicanes, potser influenciades per son pare i el seu marit.
El 1849 va contraure matrimoni amb Tomás Parodi Pérez, també d'origen genovés i d'implantació torrevellenca anterior. El matrimoni va coincidir plenament en el seu ideal republicà federalista. Tomás Parodi era patró i armador de bucs i posseïa una petita fortuna. En ocasió de la Gloriosa va ser triat, el 1868, vicepresident de la Junta Revolucionària encapçalada per Vicente Castell Satorre i, el 1872, era el seu fill Tomás, de 17 anys quan ja havia mort son pare, qui encapçalava el Comitè Republicà Federal de Torrevella. Era, doncs, una notòria família militant republicana, on pels condicionaments socials de l'època, Concha va romandre en l'ombra fins a 1873.
El 12 de febrer de 1873, després de l'abdicació d'Amadeu I de Savoia i la proclamació de la Primera República, Concha Boracino, vídua des de feia uns tres anys i mare de set fills entre els cinc i els dènou anys, adquireix una rellevància en la vida política municipal inèdita fins llavors per a una dona: Al capdavant d'un grup de federals proclama la república a Torrevella i, mesos més tard, el 19 de juliol, s'apoderen els federalistes de l'Ajuntament i proclama al Cantó de Torrevella com a Estat Federal Independent. Després d'una consulta popular, envia una delegació a Cartagena comandada pel marí mercant José Solano Huertas per sol·licitar l'adhesió de Torrevella al Cantó Murcià.
Poc més se sap de Concha Boracino. Una vegada acabat l'episodi cantonalista, no s'esmenta ja en premsa ni en cap document, excepte en el registre de les noces de la seua filla María de la Soledad a Cartagena, el dia 19 de març de 1887.

## Assoliments
Podem enquadrar a Concha Boracino dins del naixent moviment feminista sorgit per la propagació de l'ideari republicà-federal al caliu del Sexenni Liberal en localitats mercantils del litoral mediterrani espanyol, per la qual cosa és una figura representativa d'una primerenca manifestació del feminisme.

## Reconeixements
El 26 d'octubre de 2019 es va estrenar a Torrevella l'obra Concha Boracino, escrita i dirigida pel dramaturg Eliseo Pérez Gracia.